# XXVIe législature du royaume d'Italie
La XXVIe législature du royaume d'Italie (en italien : La XXVI Legislatura del Regno d'Italia) est la législature du royaume d'Italie qui a été ouverte le 11 juin 1921 et qui s'est fermée le 25 janvier 1924. 

## Gouvernements
- Gouvernement Giolitti V
  - Du 15 juin 1920 au 4 juillet 1921
  - Président du conseil des ministres : Giovanni Giolitti
- Gouvernement Bonomi I
  - Du 4 juillet 1921 au 26 février 1922
  - Président du conseil des ministres : Ivanoe Bonomi
- Gouvernement Facta I
  - Du 26 février 1922 au 1er août 1922
  - Président du conseil des ministres : Luigi Facta
- Gouvernement Facta II
  - Du 1er août 1922 au 31 octobre 1922
  - Président du conseil des ministres : Luigi Facta
- Gouvernement Mussolini
  - Du 31 octobre 1922 au 25 juillet 1943
  - Président du conseil des ministres : Benito Mussolini (PNF)

## Président de la chambre des députés
- Enrico De Nicola
  - Du 11 juin 1921 au 25 janvier 1924

## Président du sénat
- Tommaso Tittoni
  - Du 11 juin 1921 au 25 janvier 1924